# HC Žabonosy
HC Žabonosy (celým názvem: Hockey Club Žabonosy) je český klub ledního hokeje, který sídlí v obci Žabonosy ve Středočeském kraji. Od sezóny 2016/17 působí ve Středočeské krajské lize, čtvrté české nejvyšší soutěži ledního hokeje. Klubové barvy jsou bílá a zelená.
Své domácí zápasy odehrává v Kolíně na tamějším zimním stadionu s kapacitou 5 500 diváků.

## Přehled ligové účasti
Stručný přehled
Zdroj:
- 1949–1950: Středočeská II. třída – sk. V (4. ligová úroveň v Československu)
- 1963 přátelské utkání HC Žabonosy - Sparta Praha 4:21 (Utkání hrané na přírodním ledě rybníka ROZKOŠ v březnu)
- 2003–2004: Středočeská krajská soutěž (5. ligová úroveň v České republice)
- 2004–2005: Středočeská krajská soutěž – sk. B (5. ligová úroveň v České republice)
- 2005–2009: Středočeský krajský přebor (4. ligová úroveň v České republice)
- 2009–2012: Středočeská krajská liga (4. ligová úroveň v České republice)
- 2012–2016: Středočeská krajská soutěž (5. ligová úroveň v České republice)
- 2016–2017: Středočeská krajská liga (4. ligová úroveň v České republice)
- 2017– : Středočeská krajská liga – sk. Východ (4. ligová úroveň v České republice)

Jednotlivé ročníky
Zdroj:
Legenda: ZČ - základní část, červené podbarvení - sestup, zelené podbarvení - postup, fialové podbarvení - reorganizace, změna skupiny či soutěže
| Československo (1949 – 1993) |                                       |           |           |                                       |              |
| Sezóny                       | Soutěž                                | Úroveň    | ZČ        | Play-off, nadstavba, sk. o udržení... | Poznámky     |
| 1949/50                      | Středočeská II. třída – sk. V         | 4. úroveň | ?. místo  |                                       |              |
| ...                          |                                       |           |           |                                       |              |
| Česko (1993 – )              |                                       |           |           |                                       |              |
| Sezóny                       | Soutěž                                | Úroveň    | ZČ        | Play-off, nadstavba, sk. o udržení... | Poznámky     |
| ...                          |                                       |           |           |                                       |              |
| 2003/04                      | Středočeská krajská soutěž            | 5. úroveň | 5. místo  |                                       | Reorganizace |
| 2004/05                      | Středočeská krajská soutěž – sk. B    | 5. úroveň | 1. místo  | Finálová skupina (3. místo)           | Postup       |
| 2005/06                      | Středočeský krajský přebor            | 4. úroveň | 6. místo  |                                       |              |
| 2006/07                      | Středočeský krajský přebor            | 4. úroveň | 4. místo  | Čtvrtfinále                           |              |
| 2007/08                      | Středočeský krajský přebor            | 4. úroveň | 6. místo  |                                       |              |
| 2008/09                      | Středočeský krajský přebor            | 4. úroveň | 8. místo  | Čtvrtfinále                           | Reorganizace |
| 2009/10                      | Středočeská krajská liga              | 4. úroveň | 8. místo  | Čtvrtfinále                           |              |
| 2010/11                      | Středočeská krajská liga              | 4. úroveň | 9. místo  |                                       |              |
| 2011/12                      | Středočeská krajská liga              | 4. úroveň | 11. místo |                                       | Sestup       |
| 2012/13                      | Středočeská krajská soutěž            | 5. úroveň | 2. místo  | Finálová skupina (2. místo)           |              |
| 2013/14                      | Středočeská krajská soutěž            | 5. úroveň | 1. místo  | Finálová skupina (2. místo)           |              |
| 2014/15                      | Středočeská krajská soutěž            | 5. úroveň | 3. místo  |                                       |              |
| 2015/16                      | Středočeská krajská soutěž            | 5. úroveň | 1. místo  |                                       | Postup       |
| 2016/17                      | Středočeská krajská liga              | 4. úroveň | 8. místo  | Čtvrtfinále                           | Reorganizace |
| 2017/18                      | Středočeská krajská liga – sk. Východ | 4. úroveň | 5. místo  |                                       |              |
| 2018/19                      | Středočeská krajská liga              | 4. úroveň | 10. místo |                                       |              |
| 2019/20                      | Středočeská krajská liga – sk. Východ | 4. úroveň | 8. místo  |                                       |              |
| 2020/21                      | Středočeská krajská liga – sk. Východ | 4. úroveň | nedohráno |                                       | Zrušeno      |
| 2021/22                      | Středočeská krajská liga – sk. Východ | 4. úroveň | 7. místo  |                                       |              |
| 2022/23                      | Středočeská krajská liga – sk. Východ | 4. úroveň | 6. místo  | Záchrana v Play-down                  |              |
| 2023/24                      | Středočeská krajská liga – sk. Východ | 4. úroveň | 4. místo  | Předkolo Play-off                     |              |